# THE BEST OF ALICE
『THE BEST OF ALICE』（ザ・ベスト・オブ・アリス）は、1981年10月21日にリリースされたアリスのベスト・アルバム。

## 解説
デビュー曲「走っておいで恋人よ」から、最新曲「エスピオナージ」までの全シングル20曲から厳選された、後楽園球場でのラストライブ開催寸前に発売されたベスト・アルバム。
収録曲は発売順には並んでいない。
アリスは1980年に東芝EMIからポリスターへ移籍したがポリスターのリリース作品も収録。

## 収録曲

### SIDE 1
1. 走っておいで恋人よ(3分31秒)
  - 作詞・作曲:谷村新司／編曲:青木望
  - 1枚目のシングル。
2. 紫陽花(3分20秒)
  - 作詞:谷村新司／作曲:堀内孝雄／編曲:青木望
  - 6枚目のシングル。
3. 青春時代 (2分44秒)
  - 作詞:なかにし礼／作曲・編曲:都倉俊一
  - 4枚目のシングル。
4. 今はもうだれも(3分55秒)
  - 作詞・作曲:佐竹俊郎／編曲:矢沢透
  - 7枚目のシングル。
5. 帰らざる日々(5分16秒)
  - 作詞:・作曲:谷村新司／編曲:篠原信彦
  - 8枚目のシングル。
6. 冬の稲妻(3分05秒)
  - 作詞:谷村新司／作曲:堀内孝雄／編曲:石川鷹彦
  - 11枚目のシングル。
7. 遠くで汽笛を聞きながら(3分56秒)
  - 作詞:谷村新司／作曲:堀内孝雄／編曲:篠原信彦
  - 9枚目のシングル。

### SIDE 2
1. 狂った果実(4分11秒)
  - 作詞:谷村新司／作曲:堀内孝雄／編曲:石川鷹彦
  - 18枚目のシングル。
2. ジョニーの子守唄(3分20秒)
  - 作詞:谷村新司／作曲:堀内孝雄／編曲:石川鷹彦
  - 13枚目のシングル。
3. 涙の誓い(3分25秒)
  - 作詞・作曲:谷村新司／編曲:石川鷹彦
  - 12枚目のシングル。
4. それぞれの秋(5分12秒)
  - 作詞・作曲:谷村新司／編曲:安田裕美・服部克久
  - 19枚目のシングル。
5. チャンピオン(4分11秒)
  - 作詞・作曲:谷村新司／編曲:石川鷹彦
  - 14枚目のシングル。
6. 夢去りし街角(3分53秒)
  - 作詞:谷村新司／作曲:堀内孝雄／編曲:石川鷹彦
  - 15枚目のシングル。
7. エスピオナージ(4分35秒)
  - 作詞・作曲:谷村新司／編曲:難波正司
  - 20枚目のシングル。